# Frøken April
Frøken April er en dansk film fra 1963.
- Manuskript Finn Henriksen og Erik Pouplier.
- Instruktion Finn Henriksen.

## Medvirkende
- Malene Schwartz
- Ove Sprogøe
- Poul Reichhardt
- Lily Broberg
- Hans W. Petersen
- Jessie Rindom
- Bodil Udsen
- Knud Hallest
- Inge Ketti
- Karl Stegger
- Bjørn Puggaard-Müller
- Bent Mejding
- Helle Hertz
- Valsø Holm